# Batallones de Seguridad
Los batallones de seguridad fueron unidades armadas profesionales, anticomunistas, formadas por el Gobierno títere alemán de Ioannis Rallis para combatir a las unidades partisanas del EAM y armadas por Alemania. Su comandante fue el general, antiguo republicano, Stilianos Gonatas.

## Formación
Conscientes de la insuficiencia de las unidades alemanas, demasiado escasas, para acabar con las bandas de la resistencia, los mandos aprobaron finalmente la formación de unidades de voluntarios griegos. El nuevo Gobierno de Rallis aprobó su formación en una ley promulgada el 7 de abril de 1943.
Su crecimiento fue lento, tanto por la renuencia de italianos y alemanes a suministrar armas a los griegos como por la escasez de voluntarios. Los primeros voluntarios fueron los más pobres, que trataban así de evitar ser enviados a trabajar a Alemania, criminales o miembros amenazados por la resistencia.
Sus objetivos originales, según los fijaron sus organizadores, eran combatir contra las guerrillas y, en el futuro oponerse al regreso del monarca exiliado. Aunque Rallis era monárquico, los principales organizadores de los Batallones, reunidos alrededor del antiguo dictador el general Theodoros Pangalos, eran republicanos. Ante la falta de entusiasmo de los oficiales republicanos por enfrentarse a los británicos en el futuro, se abandonó el intento de usar los Batallones para evitar la restauración monárquica.

## Crecimiento
Los Batallones comenzaron a crecer de firme tras la rendición italiana en septiembre de 1943. A finales de 1943, se crearon tres batallones en la capital. Durante el invierno de 1943-1944 se formaron cuatro batallones de evzones para actuar en el centro de Grecia. En enero el primer ministro comenzó a presionar a los oficiales para que se alistasen en las unidades. Con el aumento de la presión en la primavera, oficiales y suboficiales comenzaron a unirse a los Batallones, a huir a Oriente Próximo, o a pasarse a las guerrillas.
Vestidos con el uniforme tradicional de los evzones, los Batallones se enviaron a las regiones centrales y meridionales del país. En enero uno de los batallones quedó acuartelado en Patras. En abril tras el ataque de ELAS al EKKA, el asesinato de su caudillo y su disolución, numerosos voluntarios de esta formación se pasaron al Batallón instalado en Patras. Este batallón comenzó a eliminar a los comunistas y sospechosos de serlo de la zona y a enviar a sus familias a un campo de detención, además de colaborar con las SS en el traslado de judíos de la capital a Auschwitz.
Otro de los batallones se envió a Eubea a comienzos de 1944. Zona montañosa y boscosa, los alemanes sólo controlaban la capital de la región, Calcis. A finales de enero, el nuevo gobernador nombrado por Rallis contaba con unos 400 hombres. Escasamente disciplinadas en sus ataques a la guerrilla, sus tropas eran temidas por la población local. A pesar de sufrir represalias de los dos bandos, la población rechazó de plano a las tropas de los Batallones por su indisciplina y tendencia al saqueo.
Los Batallones fueron cobrando importancia en el Sur, desempeñando tareas de guarnición en algunas ciudades y participando en las operaciones contra la guerrilla. En el Peloponeso, región de honda tradición monárquica, la guerrilla de ELAS había surgido lentamente, pero en 1943 había logrado disolver a sus rivales, algunos dirigidos por figuras locales con respaldo. Uno de ellos, campesino acomodado cuyo hermano había muerto en enfrentamiento con unidades de ELAS, formó en febrero de 1944 el «Batallón de Leónidas», con centro en Esparta, llevando a cabo sangrientas expediciones contra unidades de la guerrilla. Otros batallones con centro en Trípoli y en el sur del Peloponeso realizaron acciones de represalia durante el verano de 1944.
Los Batallones lograron controlar amplias zonas del centro y del sur del país, alcanzando los 8000 hombres y suponiendo un grave problema para ELAS. En el Norte, sin embargo, los alemanes formaron bandas de asesinos con el fin de aterrorizar a la resistencia.

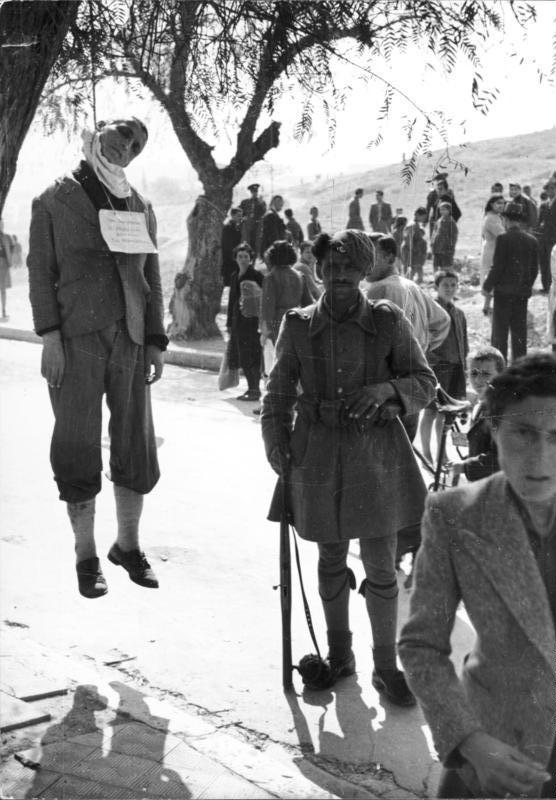
Miembro de los Batallones en Atenas en 1944, junto a un miembro de la resistencia ejecutado.

A partir de la primavera de 1944, participaron activamente en las actividades de represión de EAM en Atenas, especialmente en redadas en los barrios pobres de la periferia, en las que cientos de personas fueron arrestadas y algunas ejecutadas. Los choques en la capital entre fuerzas de ELAS y del Gobierno se intensificaron y los ataques de las primeras contra los miembros de los Batallones eran prácticamente diarios. Junto con los miembros de la «Seguridad Especial» y a imitación de los alemanes, los Batallones tomaban rehenes que eran ejecutados como represalia de los ataques de la resistencia. Participaron también en el envío de trabajadores forzados a Alemania, actividad que se redujo junto con la dureza de sus acciones contra la resistencia en los últimos meses de la ocupación.
En el Peloponeso, los Batallones permanecieron en sus guarniciones tras la retirada de las últimas unidades alemanas de la región a comienzos de septiembre de 1944. Cada vez más escasos de munición y asediados por las unidades de ELAS, las conversaciones con esta fracasaron, desertando a ella parte de las tropas, mientras el comandante local, el coronel Papadogonas, mantenía en control de Trípoli mediante el terror. La unidad acabó rindiéndose a los británicos a comienzos de octubre. En el resto de la zona, los Batallones continuaron enfrentándose a ELAS, cediendo paulatinamente localidades.

## Crisis
Los desacuerdos entre los representantes alemanes, que en un caso deseaban utilizar el anticomunismo contra la guerrilla y para acercarse a los británicos y en otro deseaban mantener las disputas entre republicanos y monárquicos y eliminar las simpatías probritánicas en los Batallones, llevó a la crisis en estos. En mayo el jefe de los mismos, el general Vasilios Dertilis, fue arrestado por la policía de seguridad alemana, acusado de tener contactos con Napoleón Zervas y los británicos. Dertilis fue enviado a Viena para ser interrogado y el ministro de Interior relevado, mientras la munición de los Batallones quedaba bajo control alemán, a pesar de las protestas del primer ministro. Los alemanes eligieron para sucederle al coronel Plytzanopulos que a comienzos de septiembre comenzó a tratar de acercarse a los británicos ante la inminente evacuación alemana.
Los intentos de algunos miembros de los batallones de establecer una tregua con ELAS y atacar conjuntamente a los alemanes fueron rechazados, concediéndoseles únicamente la posibilidad de alistarse en ELAS o de abandonar sus armas, oferta que rechazaron, continuando al poco los combates en la ciudad.

## Postura británica y del Gobierno en el exilio
Los británicos denunciaron públicamente a los Batallones y obligaron a Zervas, algunos de cuyos oficiales se habían alistado en ellos en Atenas, a publicar su condena oficial. A pesar de ello, era común que muchos de los soldados de los Batallones creyesen y afirmasen estar combatiendo a los comunistas con el apoyo de los británicos y del soberano. Numerosos miembros del Gobierno en exilio vieron con buenos ojos la formación de los batallones como contrapeso a la fuerza de ELAS. A partir de junio de 1944, a petición del Foreign Office y del Gobierno griego, los Aliados dejaron de enviar propaganda contra los Batallones y a suavizar los ataques a los mismos en la BBC, que en septiembre fue censurada por su dureza con los mismos.
Según se acercó la evacuación alemana la postura británica hacia los Batallones, vistos como una fuerza opuesta a los comunistas de ELAS, se fue moderando. A pesar de esto, hacia el final de la ocupación, los Batallones se habían convertido en sinónimo de violencia arbitraria y brutalidad, ampliamente odiados.
Gran número de miembros de los Batallones ingresaron sin problemas en los nuevos «Batallones Nacionales de Guardias» formados tras la evacuación alemana. Estos se formaron a partir de mediados de noviembre de 1944, en sustitución de la odiada y desorganizada gendarmería, con el fin de desarmar a las fuerzas de la resistencia, mantener el orden interno, permitir la preparación de elecciones y dejar que los mandos británicos evacuasen cuanto antes sus tropas.